# Eimi Yamada
Eimi Yamada (jap. 山田 詠美 Yamada Eimi; ur. 8 lutego 1959 w Tokio) – japońska pisarka, znana również jako Amy Yamada.

## Życiorys
Podjęła studia z literatury japońskiej na Uniwersytecie Meiji, ale ich nie ukończyła.
Po krótkim epizodzie z tworzeniem komiksów jako mangaka, zaczęła tworzyć prozę. Zadebiutowała w 1985 roku powieścią Beddotaimu aizu o miłosnych związkach międzyrasowych, uhonorowaną Nagrodą Bungei (japońska nagroda literacka przyznawana od 1962 roku przez wydawnictwo Kawade Shobō Shinsha, wydające m.in. kwartalnik „Bungei”). Jej kolejne książki również uzyskiwały liczne nagrody, choć wzbudzają one kontrowersje ze względu na obecność śmiałych wątków erotycznych.

## Wybrane publikacje
- Beddotaimu aizu (Bedtime Eyes, 1985; w Polsce jako „Oczy mojego kochanka”, 2013)
- Jeshī-no sebone (1986, w Polsce jako „Kręgosłup Jessego”, 2013)
- Sōru myūjikku rabāzu onrī (Soul Music Lovers Only, 1987)
- Fūsō no kyōshitsu („Klasa opuszczonych zmarłych”, 1989)
- Torasshu (Trash, 1991)
- Animaru rojikku (Animal Logic, 1996)
- Yubi no tawamure (1993; w Polsce jako „Igraszki palców”, 2013)